# Aérosolthérapie
L'aérosolthérapie, ou aérosolthérapie par nébulisation, est une technique de soin consistant à faire inhaler à un malade des médicaments en suspension dans un gaz, produit par un nébuliseur.
Cette technique est utile dans le traitement de certaines maladies respiratoires (asthme, BPCO, mucoviscidose) ou oto-rhino-laryngologiques lorsque l'on désire que le principe actif du médicament agisse directement sur le tissu sur lequel il se dépose. Plus la taille des particules en suspension dans le gaz est petite, plus les particules diffusent profondément au niveau de l'arbre respiratoire.